# 韦朗斯阿尔韦
韦朗斯阿尔韦（法語：Verrens-Arvey，法語發音：[vɛʁɛ̃s aʁvɛ]）是法国萨瓦省的一个市镇，属于阿尔贝维尔区。

## 地理
韦朗斯阿尔韦（45°39'13"N, 6°18'56"E）面积10.82 平方千米，位于法国奥弗涅-罗讷-阿尔卑斯大区萨瓦省，该省份为法国东部省份，历史上为薩伏依的一部分，北起萨瓦省，西接伊泽尔省和安省，南部和东部与上阿尔卑斯省和意大利接壤。
与韦朗斯阿尔韦接壤的市镇（或旧市镇、城区）包括：克莱里、弗龙特内克斯、伊泽尔河畔日伊、雅尔西、梅屈里、普朗什里讷、图尔农。
韦朗斯阿尔韦的时区为UTC+01:00、UTC+02:00（夏令时）。

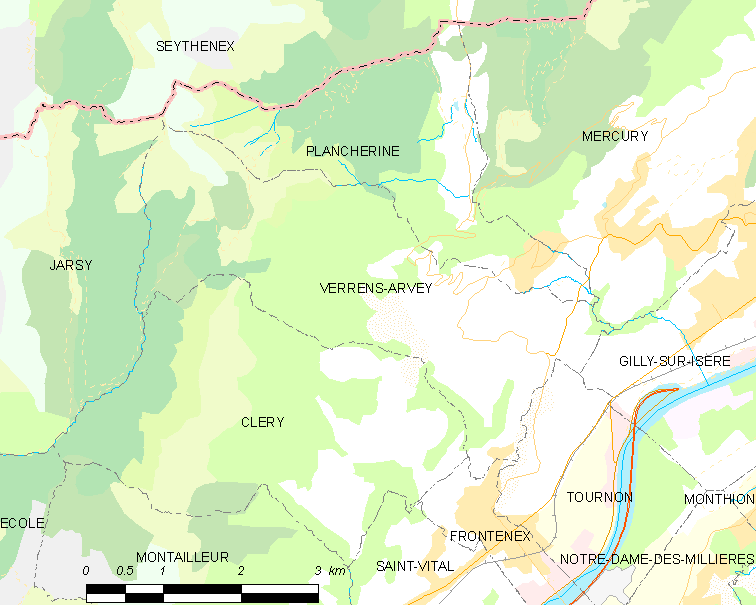
韦朗斯阿尔韦的OSM定位图

## 行政
韦朗斯阿尔韦的邮政编码为73460，INSEE市镇编码为73312。

## 政治
韦朗斯阿尔韦所属的省级选区为阿尔贝维尔第二县。

## 人口

1962-2008年间韦朗斯阿尔韦人口变化图示

韦朗斯阿尔韦于2022年1月1日时的人口数量为958人。